# Valkjärvi (sjö i Kouvola, Kymmenedalen, 61,13 N, 27,03 Ö)
Valkjärvi är en sjö i kommunen Kouvola i landskapet Kymmenedalen i Finland. Sjön ligger 80,3 meter över havet. Arean är 62 hektar och strandlinjen är 4,51 kilometer lång. Sjön  ingår i Kymmene älvs huvudavrinningsområde.   Den ligger omkring 73 km norr om Kotka och omkring 150 km nordöst om Helsingfors. 
Valkjärvi ligger sydväst om Pesäntäjärvi. 